# Straßenbahn Florenz
Die Straßenbahn Florenz ist die am 14. Februar 2010 offiziell eröffnete moderne Straßenbahn der italienischen Stadt Florenz. Das Netz soll im Endausbau drei oder vier Linien umfassen.
Die Straßenbahn wird im Rahmen einer von der Stadt Florenz nach einer Ausschreibung zugeteilten Konzession mit einer Laufzeit von dreißig Jahren von RATP Dev, einem Tochterunternehmen des Betreibers des Pariser städtischen Nahverkehrs RATP, betrieben und gewartet. Bis 2012 hielt die RATP Dev 51 % der Anteile, 49 % gehörten dem lokalen Betreiber ATAF. Seit die RATP Dev diese Anteil 2012 übernommen hat, hält sie 100 % der Anteile. Dabei wird die neutrale Betriebsbezeichnung Gestione del Servizio Tramviario (GEST), zu Deutsch einfach Straßenbahnbetrieb, benutzt.

## Geschichte

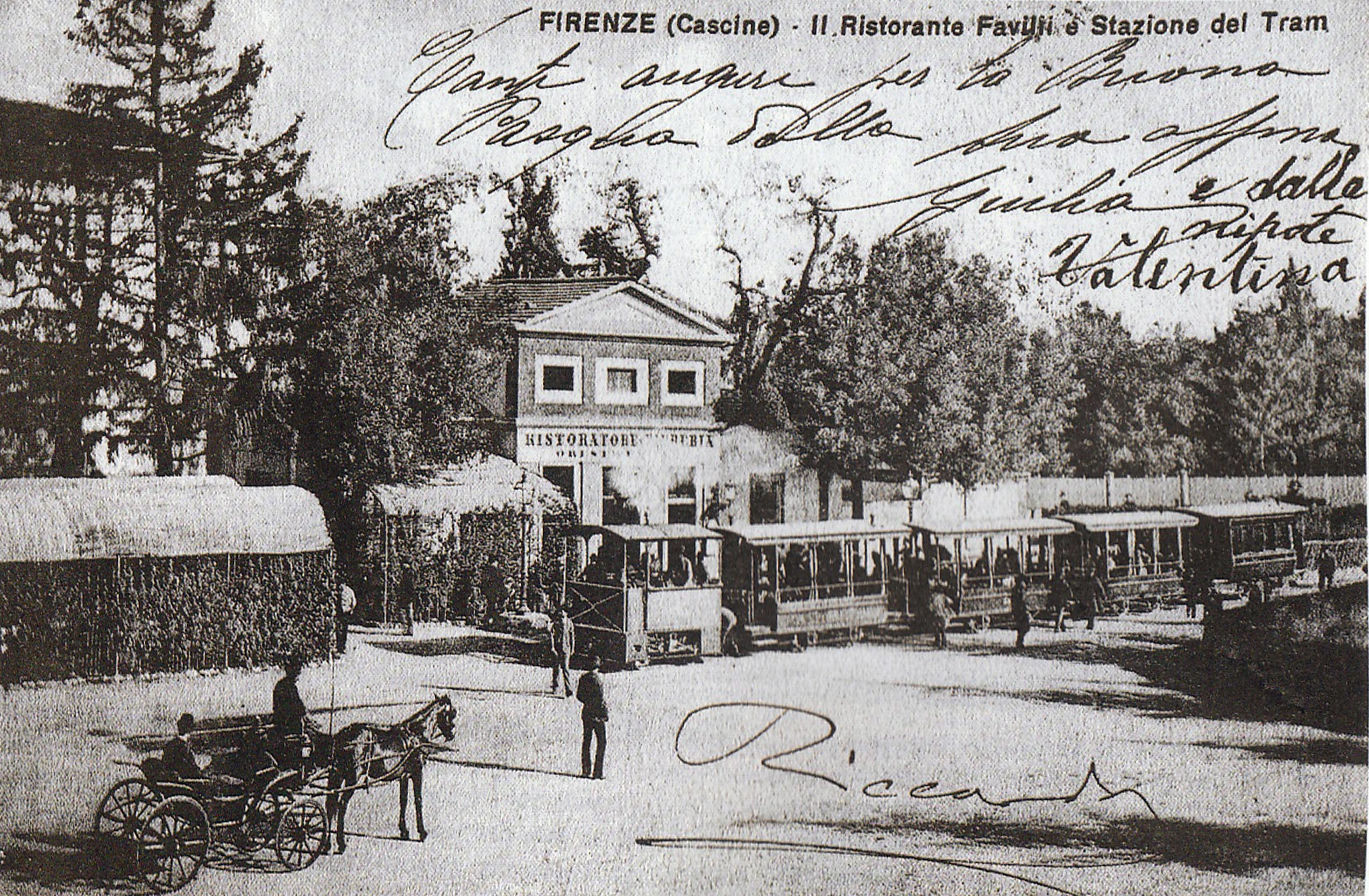
Dampfstraßenbahn in Florenz (Ansichtskarte von 1890)

In Florenz hatte bereits seit dem 19. Jahrhundert ein ursprünglich dampfbetriebenes, später elektrisches Straßenbahnsystem bestanden. Dieses erreichte in der ersten Hälfte des 20. Jahrhunderts seine größte Ausdehnung. Im Jahr 1936 bestanden über zwanzig Linien, darunter auch rote Liniennummern. Mit der Stilllegung der Linie 17 Via dei Pecori – Cascine endete am 20. Januar 1958 der Betrieb des ersten Florentiner Straßenbahnnetzes.

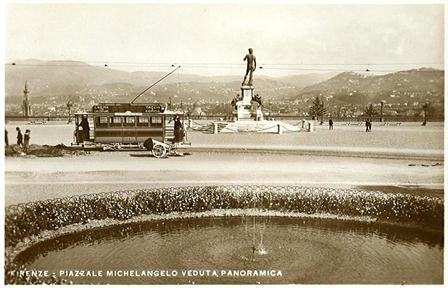
Erste Generation der Straßenbahn Florenz

Planungen für eine neue Straßenbahn begannen in den 1990er Jahren. Zwischen dem alten und dem nun neu gebauten Straßenbahnnetz besteht keinerlei Zusammenhang.

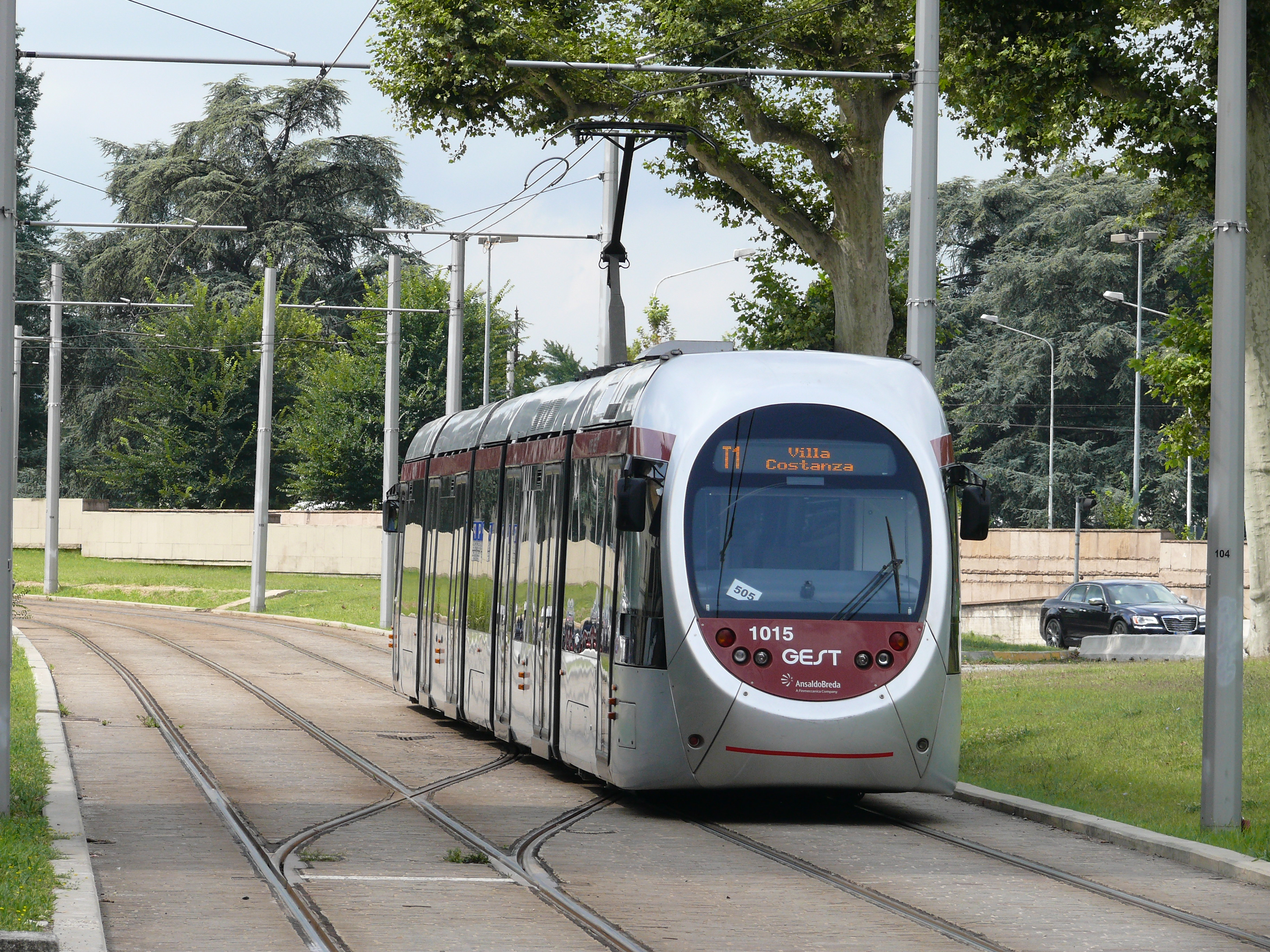
Sirio-Wagen

## Neues Straßenbahnnetz

### T1 Leonardo
Die Linie 1 wurde am 14. Februar 2010 eröffnet. Sie hat auf einer Länge von 7,8 Kilometern 14 Stationen. Am 16. Juli 2018 wurde sie um die ursprünglich Linea 3 genannte Strecke verlängert und hat nun auf einer Länge von 11,5 Kilometern 26 Stationen. Damit ist nun auch der Norden von Florenz bis zum Krankenhaus Careggi angeschlossen.
Sie beginnt an einem direkt von der Autobahn A1 erreichbaren P+R-Parkplatz an der Villa Costanza in der Gemeinde Scandicci, wo sich auch jenseits der Autobahn, mit einer Stichstrecke angebunden, die Remise und die Werkstätten befinden. Die Tram verläuft weiter über die Via delle Sette Regole, die Via Fabrizio de Andre und den Viale Aldo Moro. Kurz nach Überqueren des Flusses Greve passiert sie die Stadtgrenze von Florenz und führt weiter durch den Viale Pietro Nenni. Nach Unterquerung einer Straßenkreuzung in einem kurzen Tunnel führt die Strecke über den Viale Francesco Talenti und die Via del San Sovino zur Piazza Paolo Uccello.
Der Arno wird auf einer neu errichteten Brücke überquert. Die Strecke verläuft nun durch den Parco delle Cascine entlang der Via Stendhal und des Viale degli Olmi. Über die Piazza Vittorio Veneto führt die Trasse durch den Viale Fratelli Rosselli und die Via Jacopo da Diacceto. Die Strecke mündet in die Via Luigi Alamanni, wo die Linie 2 einmündet, die auf dem kurzen Abschnitt bis zum Hauptbahnhof Florenz Santa Maria Novella die Strecke ebenfalls benutzt.
Nach der südlichen Umfahrung des Hauptbahnhofes folgt sie der Via Valfonda um dann in den Viale Strozzi abzubiegen. Nach der Piazza della Costituzione folgt sie der Via dello Statuto, über die Piazza Muratori, die Via Guasti, die Piazza Vieusseux und die Via Gianni erreicht sie die Via Tavanti. Hier teilt sie sich auf: Richtung Norden ist sie durch die Via Tavanti und die Via Vittorio Emanuele II trassiert, Richtung Süden durch die Via Corridoni, die Via Pisacane und die Via Romagnosi. An der Piazza Dalmazia treffen sich beide Gleise wieder und folgen dem Viale Giovanni Battista Morgagni bis zum Vorplatz des Krankenhauses Careggi.
Der erste Abschnitt in der Gemeinde Scandicci dient der besseren Erschließung des Raums südlich von Florenz, in dem es bisher noch nie ein schienengebundenes öffentliches Verkehrsmittel gab.
Eine ein Kilometer lange Erweiterung Richtung Norden über den Viale Pieraccini ist geplant, um direkt die Krankenhäuser Careggi, CTO und Meyer anzubinden.

### T2 Vespucci

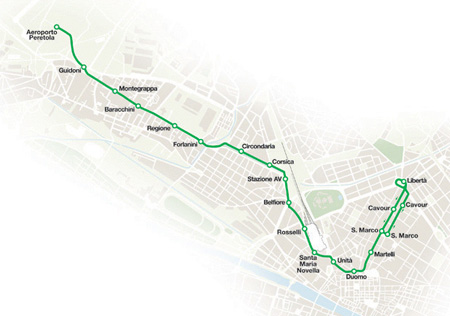
Ursprünglicher Plan der Linie T2

Die Linie T2 Vespucci hat eine Länge von 5,3 Kilometern mit 12 Haltestellen und wurde am 11. Februar 2019 eröffnet. Sie hat ihre Endstelle beim Flughafen Amerigo Vespucci, von wo sie die Bahnstrecken nach Osmannoro und Pisa unterquert und danach der Via di Novoli folgt. Nach dem Kreisverkehr beim Viale Forlanini wird der Fluss Mugnone überquert. Weiter führt sie durch die Via Buonsignori und die Via Gordigiani, folgt dem Ufer des Mugnone und erreicht das Gelände der zukünftigen Station der Hochgeschwindigkeitsbahn Firenze Belfiore, das sie auf dem Viale Belfiore wieder verlässt. Hier ist eine umfangreiche Neugestaltung des städtischen Raums geplant. Sie folgt der Via Guido Monaco und der Via Alamanni, wo sie in die Strecke der Linie 1 mündet, die bis zum Bahnhof befahren wird. Bei der Piazza dell’Unità Italiana erreicht die Strecke ihren provisorischen Endpunkt.
Die ursprünglich ab der Piazza dell’Unità Italiana durch die Altstadt geplante Strecke, die am Dom Santa Maria del Fiore hätte vorbeiführen sollen, wird nicht weiter verfolgt, nicht zuletzt weil eine Bürgerinitiative aufgrund der möglichen Vibrationen Schaden für die Bausubstanz des Domes befürchtete. Stattdessen wurde untersucht, ob die Strecke über die Strecke der Linie 2 bis zum Abzweig der Viale Spartaco Lavagnini und weiter über diese zum geplanten Endpunkt der Piazza della Libertà geführt werden kann. Nach dieser und weiterer Untersuchungen und Diskussionen wurde die Variante Alternativa Centro Storico (VACS) beschlossen. Die Strecke zweigt von der Linie 1 nach Osten in die Viale Spartaco Lavagnini ab und führt zur Piazza della Libertà. Von dort wird die südwestlich gelegene Piazza San Marco über eine Häuserschleife erreicht (Richtungsverkehr Via Camillo Carvour einwärts, Via Alfonso Lamarmosa auswärts). Die Eröffnung des Abschnitts erfolgte am 25. Januar 2025.
Der Linie wird entscheidende Verkehrsbedeutung zukommen, denn sie wird durch das wichtigste Stadtentwicklungsgebiet führen, den Flughafen mit dem zukünftigen Hochgeschwindigkeitsbahnhof verbinden und das neue Universitätsgelände und das Gerichtsgebäude in Novoli erschließen.
Eine Verlängerung von Peretola bis Castello ist im Planungsstadium. Sie soll die neuen Sitze der Provinz und der Regionalverwaltung und das Forschungs- und Universitätszentrum von Sesto Fiorentino anbinden.

### Geplante Linien

#### Linie 3.2
Vorgesehen ist eine spätere Netzerweiterung Richtung Osten, von der Fortezza da Basso durch die Alleen über die Piazza Libertà, von wo sich die Strecke in zwei Äste verzweigen soll, einen sieben Kilometer langen Richtung Rovezzano und einen acht Kilometer langen nach Bagno a Ripoli.

#### Linie 4
Die Linie 4 ist zunächst vom ehemaligen Bahnhof Leopolda bis Le Piagge geplant. Dabei soll teilweise die Trasse eines stillgelegten Abschnittes der Eisenbahnlinie Florenz – Pisa genutzt. Später ist eine Verlängerung über San Donnino bis Campi Bisenzio vorgesehen.

## Fahrzeuge
Bei den eingesetzten Fahrzeugen handelt es sich um Sirio-Wagen des Herstellers AnsaldoBreda. Diese Fahrzeuge sind auch bei den italienischen Straßenbahnsystemen von Mailand, Neapel, Bergamo, Sassari sowie in Athen, Göteborg und Kayseri im Einsatz.
Im September 2024 wurden 46 weitere Sirios mit Akkumulatoren für drei bis vier Kilometer oberleitungsfreie Fahrt bei Hitachi Rail bestellt.